# 克爾卡塔山 (康德蘇約斯-拉烏尼翁)
14°59′37″S 72°24′37″W / 14.99361°S 72.41028°W
克爾卡塔山（Quelcata），是秘魯的山峰，位於該國南部阿雷基帕大區的康德蘇約斯省和拉烏尼翁省，處於皮柳內山東南面、安科哈瓦山西南面和丘瓦紐馬山以東，海拔高度5,000米。